# Józef Kowalczyk (piłkarz)
Józef Kowalczyk (ur. 18 marca 1947, zm. 3 maja 2017) – polski piłkarz grający na pozycji napastnika.

## Życiorys
W latach 1968–1974 był zawodnikiem Zagłębia Sosnowiec, rozgrywając w tym czasie, w najwyższej klasie rozgrywkowej 129 meczów, w których strzelił 11 bramek. W sezonie 1971/1972 wywalczył wraz z Zagłębiem tytuł wicemistrza Polski. 26 kwietnia 1972 rozegrał także swój jedyny mecz w reprezentacji Polski (z Hiszpanią). Był również zawodnikiem klubów Beskid Andrychów i Odra Wodzisław.